# آي بي إم سيتي ون
آي‌ بي‌ إم سيتي ون (بالإنجليزية: IBM CityOne أو IBM INNOV8: CityOne)‏ هي لعبة حاسوب من نوع ألعاب بناء المدن أعلنت عنها آي‌ بي‌ إم في 4 مايو 2010 في مؤتمرها Impact 2010، ثم أصدرتها في 4 أكتوبر 2010.
مهمة اللاعب في هذه اللعبة أن يحل مشاكل أعمال ومشاكل بيئية وتخطيطية مثل التي تحدث في العالم الحقيقي، ولكن في مدينة افتراضية (تخيلية). فيتعلم كيف يمكن للتقنيات أن تطور من تلك الصناعات. ويستكشف طرق تسريع العمليات، والتكامل مع زملاء التجارة، والتحكم في التكاليف عن طريق بنية تحتية مرنة.
الهدف من اللعبة هو تعريف المستخدم بمنتجات آي‌ بي‌ إم المختلفة التي يمكن أن تستخدم في حل مشاكل الأعمال المختلفة. برمجيات آي‌ بي‌ إم التي تروج لها اللعبة هي:
- البرمجيات التشاركية (Collaborative Software)
- برمجيات إدارة العملية التجارية (BPM)، مثل ويب سفير
- Service Oriented Architecture - SOA: برمجيات آي‌ بي‌ إم في مجال البنية خدمية التوجه

## وصلات خارجية
- الصفحة الرئيسية لآي‌ بي‌ إم سيتي ون[وصلة مكسورة]
- التعريف بآي‌ بي‌ إم سيتي ون على يوتيوب
- إعلان آي‌ بي‌ إم سيتي ون على يوتيوب
- IBM CityOne: A Smarter Planet Game على يوتيوب